# Dibromoxid
Dibromoxid, Br2O, ist ein Halogenoxid des Broms und das Anhydrid der Hypobromigen Säure HBrO.

## Gewinnung und Darstellung
Analog zu Dichlormonoxid wird Dibrommonoxid durch Quecksilber(II)-oxid und Brom hergestellt.
{\displaystyle {\ce {2 Br2 + 3 HgO -> HgBr2 * 2 HgO + Br2O}}}

## Eigenschaften
Die Verbindung ist nur bei Temperaturen unter −40 °C stabil. Darüber beginnt es sich in Brom und Sauerstoff zu zersetzen, was beim Schmelzpunkt teilweise heftig ausfällt.